# Leukste van het land
Leukste van het land is een lied van K3 uit 2010 en de vijfde single van het album MaMaSé!. Het lied werd geschreven en gecomponeerd door Alain Vande Putte, Miguel Wiels en Peter Gillis.

## Tracklist
1. Leukste van het land
2. Ster